# Svitavy
Svitavy (tjekkisk udtale: [ˈsvɪtavɪ]; tysk: Zwittau) er en by i distriktet  Svitavy i regionen Pardubice i Tjekkiet, med omkring 16.000 indbyggere. Den er fødestedet for Oskar Schindler og centrum for den tjekkiske esperantobevægelse. Den historiske bymidte er velbevaret og er beskyttet ved lov som en urban monumentzone.
Svitavy består af bydelene af Lačnov, Lány, Město og Předměstí.

## Etymologi
Svitavy blev opkaldt efter floden Svitava . Flodens navn refererede til dets klare vand og var afledt af svítat, som betød "være klar" på gammeltjekkisk. 

## Geografi
Svitavy ligger omkring 57 km  sydøst for Pardubice og 60 km  nord for Brno. Det ligger i Svitavy højlandet. Det højeste punkt er på 475 meter over havets overflade.
Floden Svitav har sit udspring i kommunens område og løber gennem byen. Bortset fra nogle få små damme er der to betydelige fiskedamme på Svitava nær byerne, Svitavský og Rosnička. De er resterne af de oprindelige elleve vandværker omkring byen. Rosnička blev grundlagt i første halvdel af det 16. århundrede og Svitavský blev etableret i 1953. Ud over fiskeopdræt danner de et forstadsmæssigt rekreativt område. 

## Historie
Svitavy blev grundlagt under koloniseringen af præmonstratensiske munke fra det nærliggende Litomyšl omkring 1150. De byggede Saint Giles-kirken og grundlagde en bosættelse kaldet Stará Svitava nær en gammel handelsrute. Under den anden bølge af kolonisering omkring 1250 kom hovedsageligt tysktalende bosættere og grundlagde en anden bosættelse kaldet Nová Svitava. Svitavy blev første gang nævnt i 1256, da det blev overtaget af biskoppen af Olomouc, Bruno von Schauenburg, og dette år anses for at være året for grundlæggelsen af byen.
I 1389 blev bymurene bygget. De skulle beskytte byen under hussitterkrigene, men byen blev alligevel erobret. Svitavy skiftede ofte ejere. I det 16. århundrede blomstrede byen økonomisk. Velstanden blev afbrudt af Trediveårskrigen. I 1645 blev byen plyndret. I 1781 ødelagde en stor brand det meste af byen. Under Napoleonskrigene og Østrig-preussiske krige led byen, da hære passerede gennem byen.